# Patrick Béon
Pour les articles homonymes, voir Béon.
Patrick Béon, né le 5 février 1950 à Gosné (Ille-et-Vilaine), est un coureur cycliste français, professionnel de 1973 à 1979. 

## Biographie
Patrick Béon passe professionnel en octobre 1973 au sein de l'équipe Peugeot-BP-Michelin.

## Palmarès

### Palmarès amateur
- 1970
  - Circuit Gruet du Jura
  - 2e du Circuit des Deux Provinces
  - 3e du Circuit des Trois Provinces
- 1971
  - Grand Prix de Saint-Hilaire-du-Harcouët
  - 4ea étape du Grand Prix Guillaume Tell
- 1972
  - Paris-Mantes
  - 1re étape de Paris-Saint-Pourçain
  - Paris-Épernay
  - 2e de Paris-Montargis
  - 2e de Paris-Vailly
  - 2e de Paris-Saint-Pourçain
  - 2e du championnat de France du contre-la-montre par équipes
- 1973
  -  Champion de France du contre-la-montre par équipes[n 1]
  - Tour du Loir-et-Cher :
    - Classement général
    - Une étape

  - Paris-Roubaix amateurs
  - 4e étape du Grand Prix Guillaume Tell
  - Paris-Vierzon :
    - Classement général
    - 1re étape

  - Grand Prix de Fougères
  - Paris-Épernay
  - 2e de Paris-Montargis
  - 2e du Grand Prix de l'Équipe et du CV 19e
  - 3e du Souvenir Daniel-Fix
  - 3e de la Palme d'or Merlin-Plage

### Palmarès professionnel
| - 1973 - 3e des Boucles de la Seine - 1974 - 3e du Grand Prix de Plumelec-Morbihan - 1975 - Étoile de Bessèges - 1976 - Critérium International - Grand Prix de Nice - 2e du Circuit de l'Indre - 3e du Tour de l'Aude - 3e du Grand Prix de Fourmies - 4e de l'Amstel Gold Race | - 1977 - 2e du Tour de Corse - 10e de l'Amstel Gold Race - 1979 - 2e étape de l'Étoile de Bessèges |

## Résultats sur les grands tours

### Tour de France
3 participations
- 1975 : 78e
- 1976 : 61e
- 1977 : hors délais à la 17e étape (30 des 88 coureurs éliminés)